# Maria Geburt (Aschaffenburg)

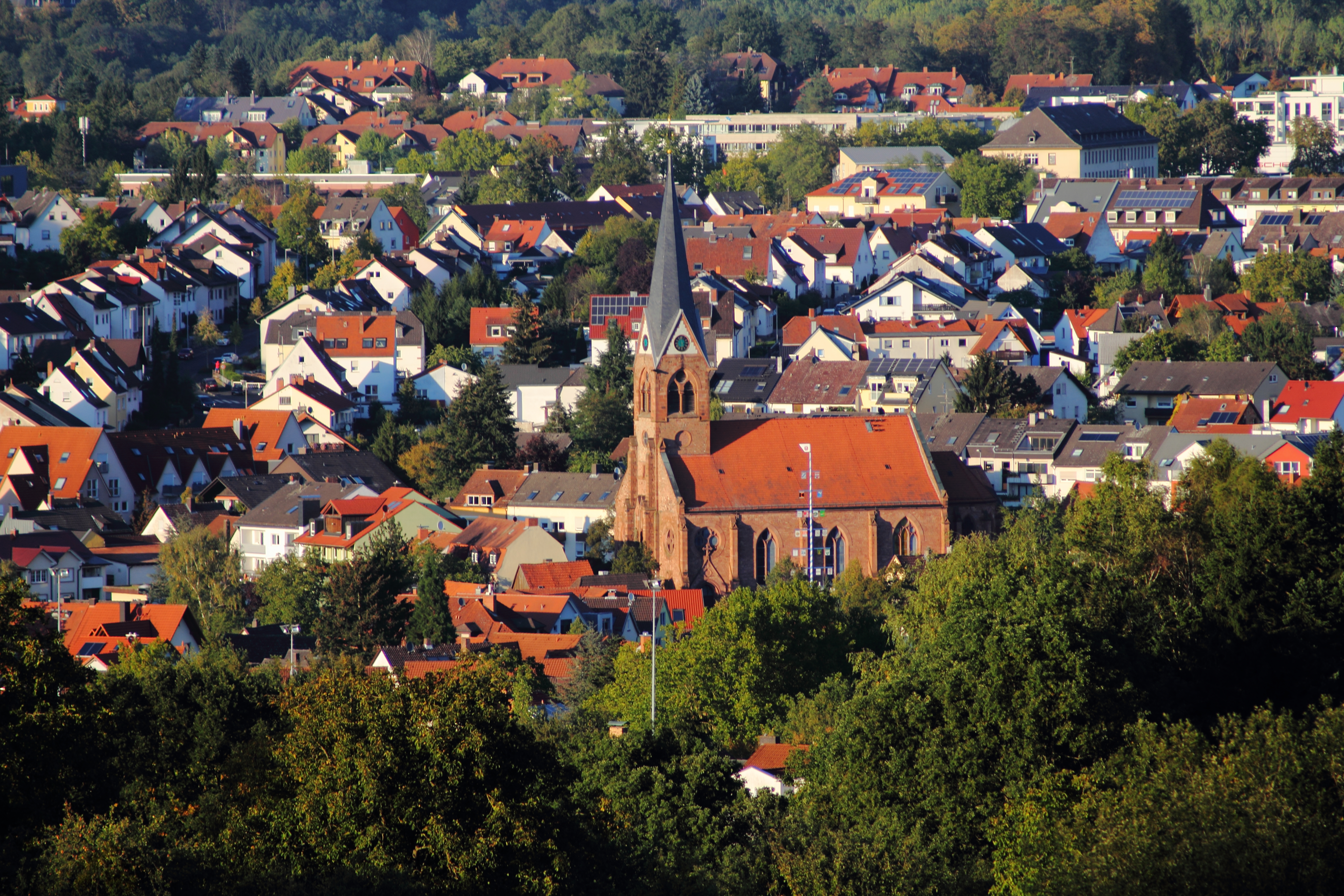
Schweinheim vom Erbig aus gesehen; in der Mitte die Pfarrkirche Maria Geburt (2015)

Maria Geburt, auch Mariä Geburt, ist eine 1894/95 errichtete katholische Pfarrkirche im Aschaffenburger Stadtteil Schweinheim.

## Geschichte
Kirchlich gehörte Schweinheim zur Aschaffenburger Muttergottespfarrei. Die erste Kapelle in Hain, wie Schweinheim damals hieß, stammte aus der Zeit um 1660. Sie war 40 Fuß lang, 32 Fuß breit, 25 Fuß hoch, der Chor 10 Fuß tief, ziegelgedeckt mit einem Dachreiter mit zwei Glöckchen. Patron der Kirche war St. Alban von Mainz, dessen Gedenktag am 21. Juni gefeiert wird. 1756 wurde die Kirche umgebaut und erweitert, der Grundstein wurde bei Abbruch dieser Kirche gefunden.

## Kirchen-Neubau von 1894/1895

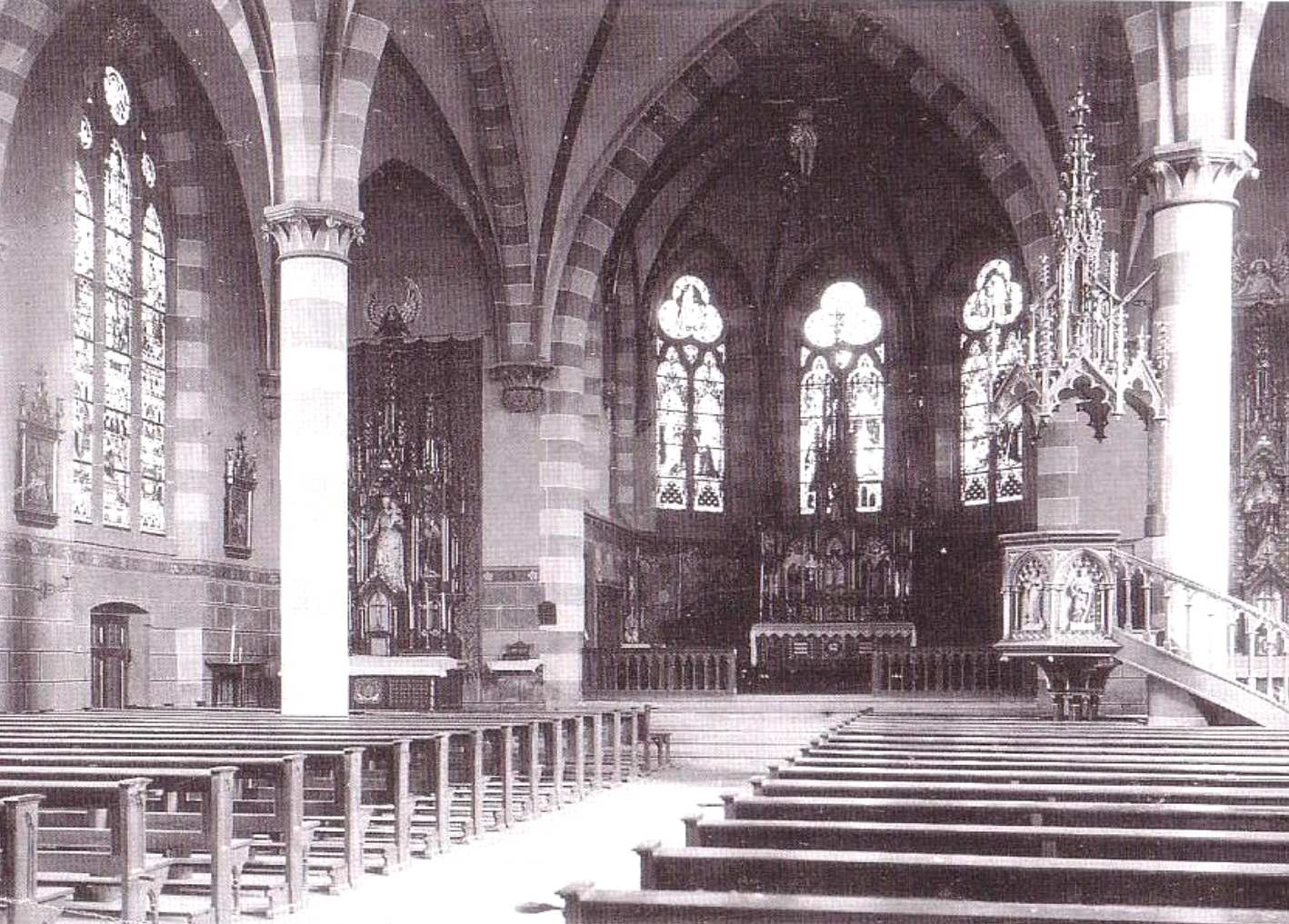
Innenraum um 1900 in neugotischer Ausstattung

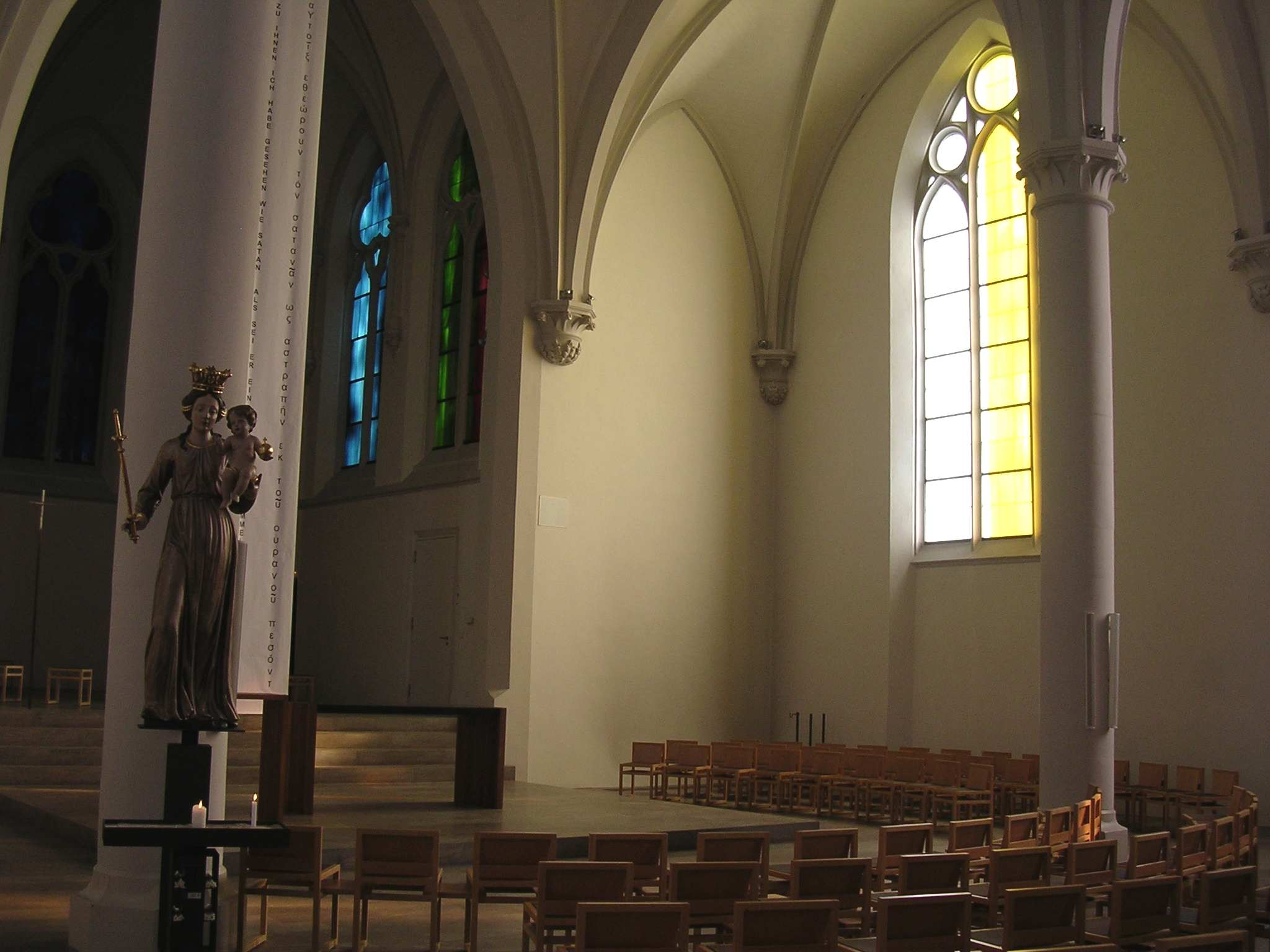
Innenraum 2009

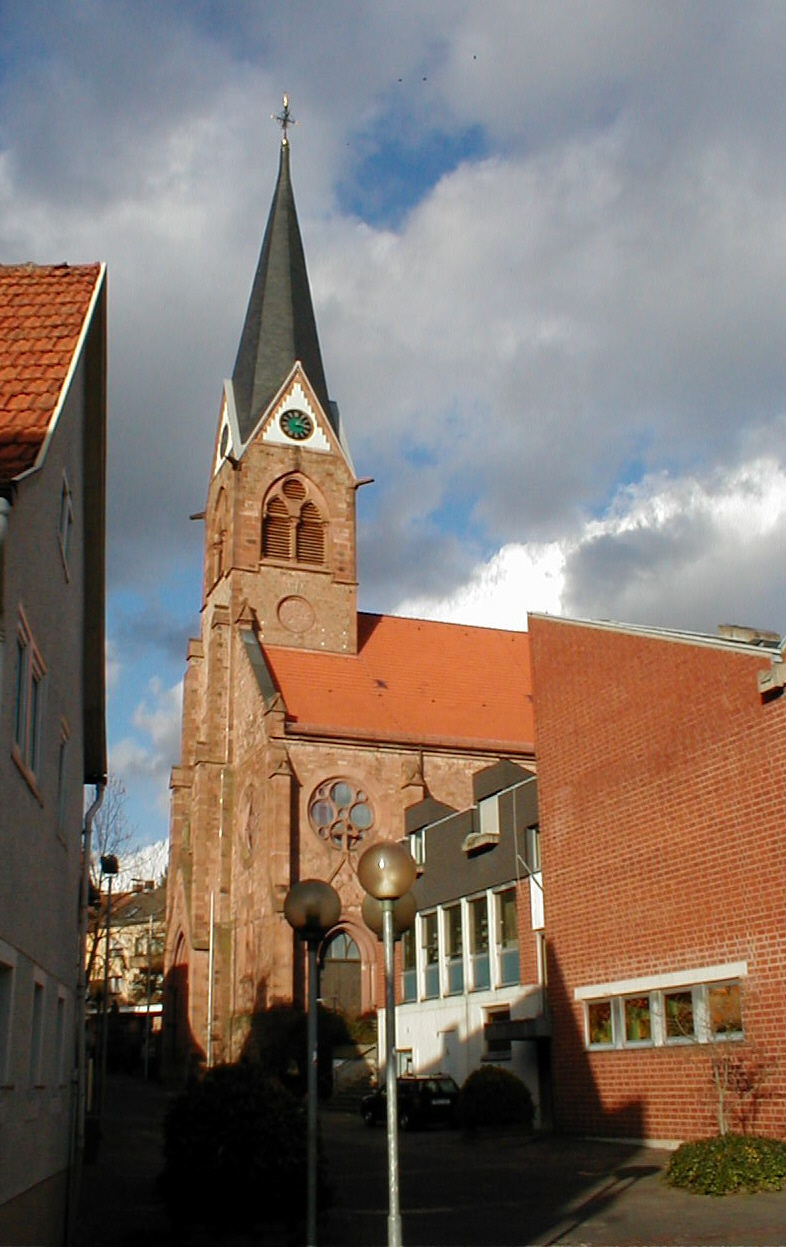
Pfarrkirche Maria Geburt (2005) mit dem im Jahre 2013 abgerissenen Gemeindehaus im Vordergrund

Nach umfangreicher Planung durch die Aschaffenburger Architekten und Bauunternehmer Franz und Roman Wörner wurde am 10. Juni 1894 der Grundstein der Kirche Maria Geburt gelegt. Schon ein Vierteljahr später, am Fest Mariä Geburt (8. September), saß der Richtstrauß auf dem Turm. Die neugotische Hallenkirche aus rotem und weißem Sandstein ist mit vier Tragsäulen ausgeführt, 43 m lang, 18 m breit, 12,50 m / 14,50 m hoch und hat einem 57,90 m hohen Turm. Altäre, Kanzel, Kommunionbank und Chorgestühl wurden von Bruno Link in Stockheim bei Mellrichstadt gefertigt. Die Farbverglasungen der Fenster entstanden in der Werkstatt von Hermann Beiler in Heidelberg. Das Chorbogenkreuz schufen die Brüder Schiestl in Würzburg. Ebenso stellte man die Heiligenfiguren aus der alten Kirche auf. Altardecken, Messgewänder und Baldachin wurden bei den örtlichen Armen Schulschwestern gefertigt, einen besonderen Wohltäter hatte die Gemeinde im Erzbischöflich-Geistlichen Rat Adalbert Huhn, Stadtpfarrer an der Heilig-Geist-Kirche (München), dessen Vater in Schweinheim geboren worden war. Eine gotische Monstranz, Ciborien, Leuchter und einige Paramente kamen von dort.
1955 wurde das Kircheninnere entsprechend der liturgischen Entwicklung umgestaltet. Ein Hochaltar in Tischform wurde aufgestellt, das Mittelfenster im Chor wurde von dem jungen Künstler Friedrich Höfer aus Bensheim gestaltet. Die anderen Kirchenfenster wurden von einheimischen Künstlern geschaffen.
Die Kirche wurde 1961 „entgotisiert“ und 1999 nach dem Gesamtkonzept des Wiener Bildhauers und Künstlers Leo Zogmayer völlig umgestaltet. Alle Fenster und liturgischen Objekte wurden in einer stark reduzierten Formensprache eigens für diesen Raum entworfen. Es ist ein heller Raum, der den Eintretenden Weite und Freiheit, Klarheit und Offenheit atmen lässt. Er ist wie geschaffen für liturgische und kulturelle Versammlungen ebenso wie zur Meditation.
Die Madonna, eine frühbarocke Arbeit, stammt aus der Lorettokapelle des von den Franzosen 1802 aufgehobenen Kapuzinerklosters in Mainz. Sie wurde 1805 in der alten Schweinheimer Kirche aufgestellt.

## Patrozinium
Das Patrozinium der Kirchengemeinde Maria Geburt lautet im lateinischen Original: Nativitatem Virginis Mariae celegremus Christum eius filium adoremus Dominium.
Sein ganzes Anliegen um den Kirchenbau stellte Pfarrer Schweinfest unter den Schutz und die Fürsprache Mariens und hier ganz besonders um den Gedenktag „Mariä Geburt“. Deshalb sorgte er dafür, dass alle wichtigen Ereignisse um den Kirchenbau mit diesem Gedenktag verbunden waren.
- Am 8. September 1892 wurde die alte Kirche polizeilich geschlossen (Baufälligkeit).
- Am 8. September 1893 erfolgte nach langen Diskussionen und Verhandlungen die Zustimmung zum Kirchenneubau.
- Am 8. September 1894 fand das Richtfest statt.
- Am 8. September 1895 erfolgte die Weihe durch Bischof Franz Joseph von Stein.

## Glocken
Im Turm läuten seit dem Fronleichnamsfest (8. Juni) 1950 fünf Glocken, die am 19. Mai 1950 in der Glockengießerei Albert Junker in Brilon aus „Briloner Sonderbronze“ gegossen und am Pfingstsonntag (28. Mai) von Generalvikar Vinzenz Fuchs aus Würzburg geweiht wurden:
- Glocke 1, (cis'), 2430 kg, mit der Inschrift: „St. Maria, schirme Schweinheim“ – „Pfr. Umenhof ließ uns gießen“
- Glocke 2, (e'), 1440 kg, „St. Josef, segne Arbeit und Familie“
- Glocke 3, (fis'), 1020 kg, „St. Wendelin, hüte Haus und Flur“
- Glocke 4, (gis'), 720 kg, „St. Alban, hilf gut leben“
- Glocke 5, (ais'), 510 kg, „St. Barbara, hilf gut sterben“[6]

## Orgel

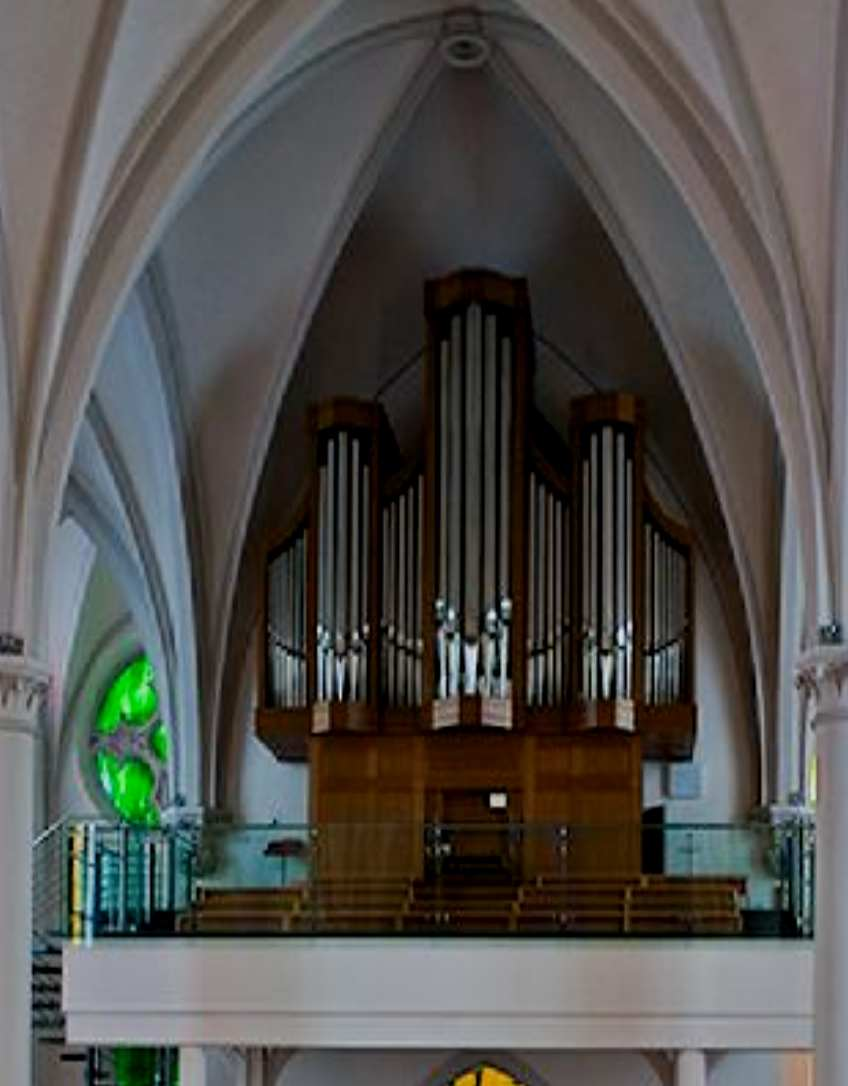
Orgel 2010

Auf der Orgelempore steht ein Werk der Firma Orgelbau Vleugels in Hardheim, das nach Angaben von Regionalkantor Peter Schäfer, Klingenberg am Main, 1986 ausgeschrieben und im Sommer desselben Jahres eingebaut wurde. Die Orgelweihe fand am 9. Oktober 1988 statt. Das Werk hat folgende Disposition:
| I Hauptwerk C–g3 |                    |          |
| 1.               | Bourdon            | 16′      |
| 2.               | Principal          | 8′       |
| 3.               | Flöte              | 8′ (alt) |
| 4.               | Octave             | 4′       |
| 5.               | Rohrflöte          | 4′       |
| 6.               | Quinte             | 2 ⁄3′    |
| 7.               | Superoctave        | 2′       |
| 8.               | Cornet V (ab gis0) | 8′       |
| 9.               | Mixtur IV–V        | 1 ⁄3′    |
| 10.              | Trompete           | 8′       |

| II Schwellwerk C–g3 |                      |        |
| 11.                 | Bourdon              | 8′     |
| 12.                 | Salicional           | 8′     |
| 13.                 | Voix celeste (ab c0) | 8′     |
| 14.                 | Praestant            | 4′     |
| 15.                 | Flute                | 4′     |
| 16.                 | Nasard (ab c0)       | 2 ⁄3′  |
| 17.                 | Flageolet            | 2′     |
| 18.                 | Tierce (ab c0)       | 1 3⁄5′ |
| 19.                 | Sifflet              | 1′     |
| 20.                 | Fourniture IV–V      | 2′     |
| 21.                 | Hautbois             | 8′     |
|                     | Tremulant            |        |

| Pedal C–f1 |              |           |
| 22.        | Principalbaß | 16′       |
| 23.        | Subbaß       | 16′       |
| 24.        | Octavebaß    | 8′        |
| 25.        | Gedacktbaß   | 8′        |
| 26.        | Choralbaß    | 4′        |
| 27.        | Posaune      | 16′ (alt) |

Die Orgel hat insgesamt 1.802 Pfeifen. Die kleinste Pfeife ist 9 Millimeter groß und wiegt 8 Gramm. Die größte Pfeife ist 4,30 Meter groß und wiegt 118 Kilogramm. Die Orgel verfügt über Schleifladen, mechanische Spiel- und mechanische/elektrische Registertrakturen, Setzer, Normalkoppeln und Spielnische.
Der neue Prospekt wurde von Ottmar Schimmelpfennig entworfen. Drei trapezförmige Türme, außen begrenzt, sind durch harfenförmige Flachfelder miteinander verbunden. Das geschlossene Gehäuse aus massiver Eiche hat Schleier aus gitterartigen Ornamenten. Die Orgel steht jetzt in der Turmkammer. Bei der Umgestaltung 1999 wurde die erweiterte Empore wieder auf das Mittelschiff rückgebaut. Die Orgel selbst musste während der Neugestaltung des Innenraumes nicht abgetragen werden, die Schleier wurden entfernt.
Die Orgel wird in erster Linie zur musikalischen Gestaltung aller Liturgien des Jahreskreises gespielt.
In ganz ungewohnter Weise kommt sie seit 2012 in der „Konzertreihe für Neue Musik“ AUDINOVA, in der nur Kompositionen des 20.u. 21. Jhdt. gespielt werden, zum Klingen.
Regelmäßig kommt zu dieser Reihe der Komponist und Organist Dominik Susteck, Köln.

## Pfarrer
Am 21. Januar 1821 wurde Schweinheim eigene Pfarrei. Der erste Pfarrer war Jakob Wollbach.
- 1821–1837 Jakob Wollbach, * 26. Februar 1784 in Neustadt a.d.Saale † 18. April 1851 in Aschaffenburg
- 1837–1887 Friedrich Emil Stein, * 24. Oktober 1795 in Feldkahl; † 9. Januar 1887 in Schweinheim
- 1887–1922 Johann Georg Schweinfest, * 16. Januar 1850 in Neuses b. Hofheim, am 5. August 1875 zum Priester geweiht, Pfarrer in Rottenbauer und vom 1. August 1887 bis 1. Mai 1922 in Schweinheim. 1916 Ernennung zum Geistlichen Rat. Ausgezeichnet mit dem Verdienstkreuz Pro Ecclesia et Pontifice und mit dem König Ludwig-Kreuz, 1912 Ehrenbürger von Schweinheim. † 21. Oktober 1925 in Schweinheim
- 1923–1953 Karl Umenhof, * 12. Mai 1886 in Hammelburg, Gründer der Schweinheimer Passionsspiele (1930 zusammen mit Gesellschaftsclub „Fidelio“), resigniert 31. Januar 1953; † 30. Dezember 1954 in Aschaffenburg
- 1953–1974 Vinzenz Buhleier, * 30. November 1913 in Röllbach, am 28. Februar 1937 zum Priester geweiht; † 2. Juli 1974 in Aschaffenburg
- 1974–1990 Friedrich Kastl, * in Petschau, im Erzbistum Prag (Tschechien), am 11. März 1962 von Bischof Josef Stangl zum Priester geweiht.
- seit 1990  Markus Krauth

## Kurioses

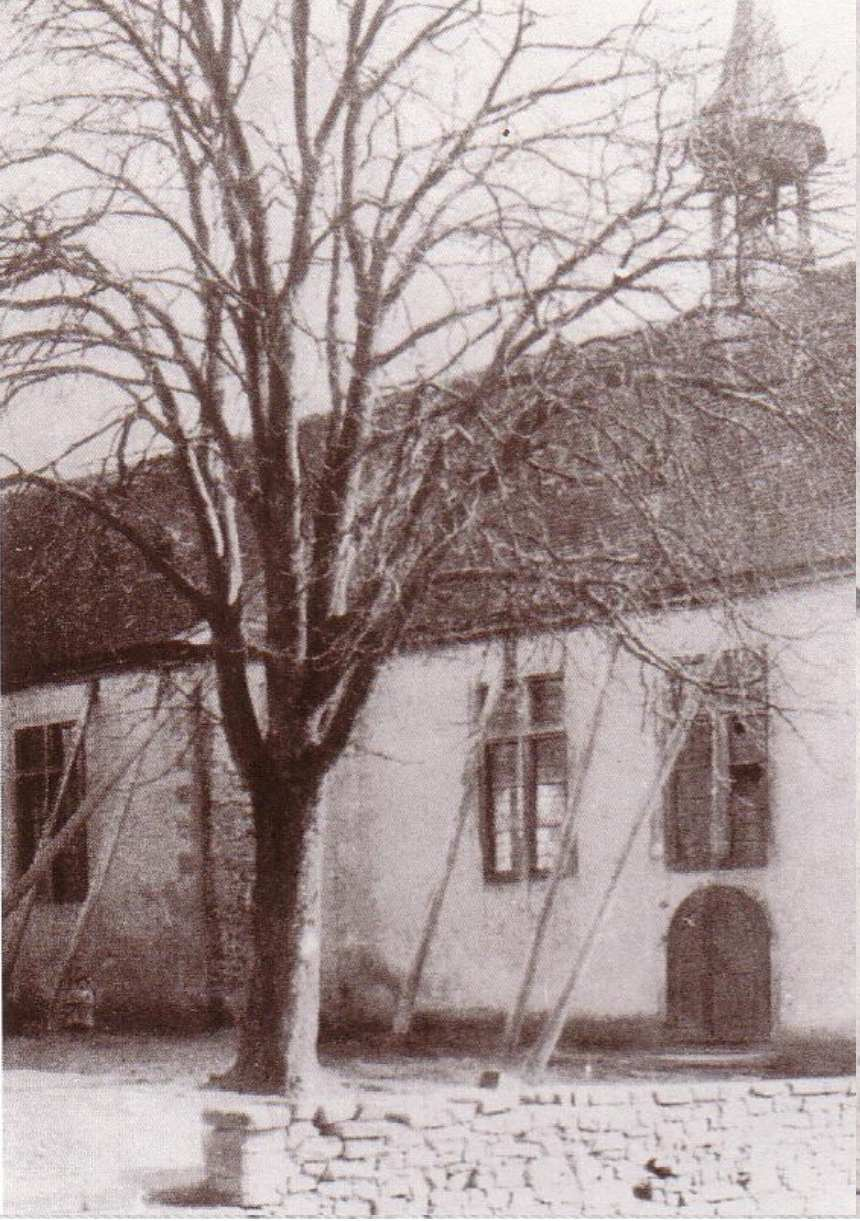
Die alte Schweinheimer Kirche St. Alban um 1890

Pfarrer Johann Georg Schweinfest beschreibt seine Ankunft in der Pfarrei wie folgt:

„Als ich am 12. Juli 1887 die mir verliehene Pfarrei Schweinheim ansehen wollte... und in Aschaffenburg per Bahn angelandet war bestieg ich ein Fuhrwerk, das mich nach Schweinheim bringen sollte. Ortsunkundig fragten wir am Bahnhof nach dem Pfarrhaus und erhielten die Antwort ‚Der Kirche gerade gegenüber‘. Auf dem Heideberge (Schweinheimer Höhe) angekommen streckte ich meinen Hals noch mehr, blickte vorwärts, schaute rechts und links. Ich dachte mir: ‚Aber das kann doch nicht das Pfarrdorf Schweinheim sein; man sieht ja keine Kirche und kein Turm‘. Wir fuhren bergab, aber eine Kirche oder einen Turm sah ich immer noch nicht. Auf einmal hielt der Kutscher an. ‚Was ist los, warum halten wir hier‘? fragte ich. ‚Hier (rechts deutend) ist das Pfarrhaus‘, war die Antwort. Aber ..."hier ist keine Kirche weit und breit". ‚Ja (links deutend) hier ist auch die Kirche‘ entgegnete der Kutscher. Als ich ein schwarzes, turmloses Gebäude mit einer primitiven, halbverfaulten Türe sah, rief ich aus: ‚Um Gottes Willen, das soll eine Kirche sein? ich hielt es für eine Feuerwehrhalle‘. Das armselige Kirchlein hatte doch ein Türmchen (Dachreiter), ‚das altertümliche Rathaus und der hohe, breite und blätterreiche Kastanienbaum‘ hatten es verdeckt. Es half nichts, ich war am Ziel meiner Reise! Als ich dann noch das Pfarrhaus im innern sah, dachte ich mir: " Jetzt begreife ich, warum trotz der Nähe der Stadt Aschaffenburg die Pfarrei Schweinheim zur Bewerbung zweimal ausgeschrieben war...".“